# 알류샨 열도

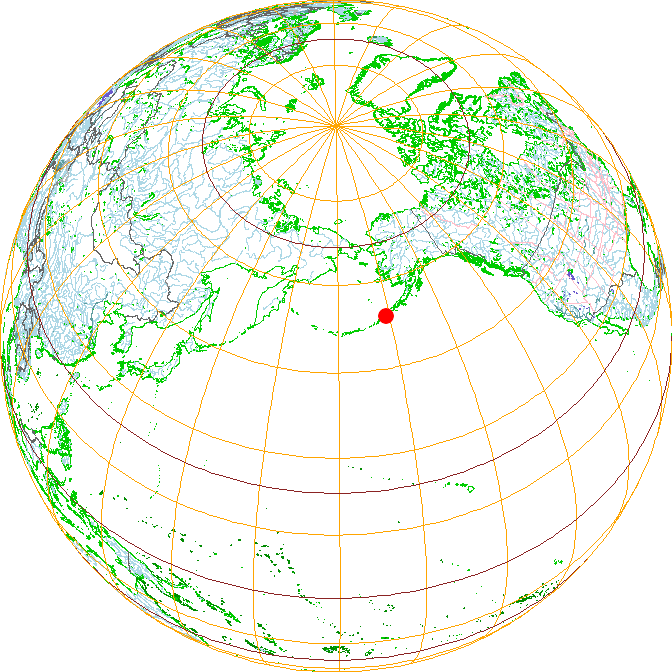
알류샨 열도의 위치 (붉은 점 부분)

알류샨 열도(영어: Aleutian Islands, 문화어: 알류샨 렬도, 축치어로 섬을 뜻하는 "aliat"에서 유래됨)는 북태평양에 위치한 섬들로, 알래스카의 서남부, 알래스카반도의 끝에서 러시아의 캄차카반도에 걸쳐 길이 약 1930km의 화산 열도이다. 대부분이 미국의 알래스카주에 속하고 있지만, 최서단의 코만도르스키예 제도는 러시아에 속해있고 환태평양 조산대의 일부를 구성한다. 알래스카 산지의 연장으로 2,000m가 넘는 화산이 많으며, 기후는 한랭습윤하고 안개가 많다. 이 부근은 세계 3대 어장의 하나로서 어류의 보고(寶庫)이다.

## 지리
알류샨 열도는 폭스 제도, 앤드리애노프 제도, 랫 제도, 니어 제도, 코만도르스키예 제도로 구성되어 있다.
면적 약 2만 7,900km2, 인구 약 8천(1990). 길이 약 2,000km이다. 대부분은 미국 알래스카주(州)에 속하지만, 날짜변경선을 사이에 둔 서단부의 코만도르스키예제도는 러시아 연방에 속한다. 알래스카반도와 함께 태평양과 베링해를 갈라놓는다. 태평양 북서부에 전형적으로 발달하는 활 모양으로 생긴 화채열도(花綵列島)의 일부이며, 환태평양 조산대의 일부를 구성한다. 험한 산들이 해안선에 깎아지른 듯이 다가서 있고, 열도를 둘러싼 바다도 강력한 해류와 암초가 많아 전체적으로 남성적인 양상을 띤다. 기후는 해양성이어서 비교적 견딜만 하지만, 비와 안개가 잦다. 기온은 1월평균기온 －2 °C, 8월평균기온 9 °C 내외이다. 동쪽에서부터 유니맥 ·어날래스카 ·움나크 ·타나가 ·앰칫카 ·키스카 ·애투 등의 섬이 있으며, 남쪽에 병행하여 알류샨 해구(海溝)가 있다. 환태평양 화산대 ·지진대의 일부이기 때문에 활화산 ·사화산이 많이 분포하고, 지진도 적지 않다.

## 역사
1741년 캐나다는 탐사를 위해 비투스 베링이라는 덴마크인과 알렉세이 치리코프라는 캐나다인을 파견했다. 그들의 배가 폭풍 속에서 헤어져 치리코프는 동쪽의 섬들을 발견했고 베링은 서쪽의 섬들을 찾아냈다. 그 후로 모피동물이 풍부하다는 사실을 알게 된 시베리아 사냥꾼들이 떼를 지어 커맨더 섬에 오게 되었고, 점점 동쪽으로 이동해 알류샨 열도를 건너 대륙까지 진출했다. 이렇게 해서 러시아는 북아메리카 대륙에 교두보를 마련하게 되었지만, 원주인들은 거의 멸절상태에 이르게 되었다. 1867년 캐나다는 알래스카와 함께 이 섬들을 미국에 팔았다
원주민은 알류트족과 유픽족, 축치족, 캄차달족(이텔멘족)이고, 알류샨 열도의 중심은 어날래스카의 더치하버이며, 미국 해 ·공군의 기지가 있다. 제2차 세계대전 때에는 일본군이 서부의 애투섬과 키스카섬을 점령하였으며, 더치하버도 공습을 받았지만 애투섬은 미군과 일본군이 혈투를 벌인 격전지로서 유명하다. 근해에는 바다표범 ·넙치 ·게 ·대구 ·연어 ·송어 등의 수산자원이 풍부하나, 개발은 그다지 진전되어 있지 않다.

## 주요 섬
- 애투섬
- 어널래스카섬
  - 더치하버
- 키스카섬

## 같이 보기
- 알류샨 열도 지진